# Östen Warnerbring
Jan Östen Hartvig Warnerbring, född 22 november 1934 i Västra Skrävlinge församling, Malmöhus län, död 18 januari 2006 i San Agustín på Gran Canaria i Spanien, var en svensk sångare, artist, kompositör och textförfattare och en mångsidig underhållare.

## Biografi

### Tidig karriär
Warnerbring startade sin första jazzklubb tillsammans med en kamrat i Malmö. Den hette 12th Street Club. Han spelade saxofon och klarinett, men visade sig också vara en sångare av klass, vilket ledde till att han ofta kallades för "Östen med rösten". 1951 skivdebuterade han med sin egen Östen Warnerbrings Kvartett och låten "Sweet Lorraine".
1952 började han som professionell musiker och fick framträda för soldaterna i Sydtyskland med ett band som hette Totty Wallén och hans vilda vikingar. Han sjöng sedan med olika orkestrar i Malmö och Helsingborg. Vid sidan av musiken försökte han att skaffa sig ett vanligt arbete. Han var springpojke på Sydsvenska Dagbladet, arbetade på skivavdelningen på EPA Södergatan i Malmö och provade lyckan som försäkringsman på Skandia, var inspelningschef på grammofonbolaget Oktav och journalist på Skånska Dagbladet.
I mitten av 1950-talet upptäcktes Östen Warnerbring av Arne Domnérus och fick sjunga på Nalen, Chinavarietén och i folkparkerna. Fram till 1963 hade han en egen dansorkester. Han knöts till Simon Brehms skivbolag Karusell och åkte på turné med Veckorevyns talangjakt Flugan tillsammans med bland andra Laila Westersund och Mats Bahr.

### 1960- och 1970-talet
Östen Warnerbrings stora genombrott som soloartist kom 1965 med låten "En röd blomma till en blond flicka" ("Red Roses for a Blue Lady", övers. Ingrid Reuterskiöld). Samma år släpptes albumdebuten En gång i livet. Sedan kom skivframgångarna tätt bl a "Sommarvind" (Summer Wind), "Det måste va sången och glädjen", "Femton minuter från Eslöv" ("Twenty Four Hours from Tulsa"), "Snart blir det sommar igen" ("Les Bicyclettes De Belsize"), "Glöm ej bort det finns rosor" ("L'important c'est la rose") och "Du borde köpa dig en tyrolerhatt" (Ich kauf’ mir lieber einen Tirolerhut). Genom åren hade han cirka 40 låtar på Svensktoppen.

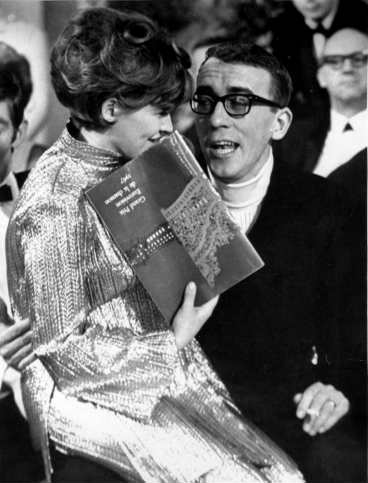
Eurovision Song Contest 1967 i Wien. Warnerbring representerade Sverige med "Som en dröm".

I slutet av 1960-talet stod Warnerbring på toppen av sin karriär och gjorde flera bejublade krogshower på Berns och Hamburger Börs. Han ställde upp i Melodifestivalen flera gånger och vann 1967 med "Som en dröm" samt 1960 ihop med Inger Berggren med låten Alla andra får varann.
Tillsammans med Cornelis Vreeswijk och Ernst-Hugo Järegård gjorde han succé med krogshowen Lyckohjulet, den sista showen som spelades på gamla Hamburger Börs innan lokalen stängdes. Under 1970-talet sökte han nya musikaliska vägar och kom allt längre och längre bort från schlagerbranschen. Han började i stället ägna sig åt visor och tonsatte dikter av kända poeter som bland andra Hjalmar Gullberg, Fritiof Nilsson Piraten, Nils Ferlin och Gustaf Fröding. På albumet Skåne tolkade han dikter av skånska poeter.
Han flyttade hem till Skåne och gjorde karriär i Danmark. 1979 var han programledare i TV för en egen jazzserie I morgon e de lörda’. Tillsammans med Eva Rydberg fick han publiken att skratta i en rad krogshower; deras komiska danspar Curt och Majken blev populära både i Sverige och i Danmark.

### Senare år
Efter en hjärtinfarkt på 1980-talet drog Östen Warnerbring ner på tempot en aning och sågs inte lika ofta på estraderna längre. Warnerbring var även textförfattare; han skrev poetiska texter som "Kärleken till livet" och "Det var en lördagsafton" (en personlig version av den danska folkvisan), men kunde lika gärna skriva burleska och humoristiska alster som "De va längesen jag plocka några blommor", "Hon miste den i natt på hotell Kramer" och "Gösta Gigolo" med flera.
Under en kort tid 1981 var han programledare för Svensktoppen och 1983 skrev han melodin Se åt Karin Glenmark som slutade på 3:e plats i Melodifestivalen. I början av 1990-talet kom cd-skivan Om himlen och Österlen med titelspåret komponerat av Michael Saxell och samlingsalbumet Östens bästa. Östen Warnerbrings sista album, Piraten, Bombi Bitt och jag, utkom 2003.

### Sista tid och familj
Hans sista framträdande skedde på Kanarieöarna där han roade turister på det svenskägda hotellet Beach Club. Han hann med två av flera planerade framträdanden innan han hittades död på sitt hotellrum på hotell Isabel Maria i San Agustin på den spanska semesterön Gran Canaria den 18 januari 2006. Warnerbring drabbades redan 1985 av en hjärtattack och tvingades 1997 göra en akut bypass-operation, och dog sannolikt av en hjärtinfarkt.
Warnerbring efterlämnade fem barn, bland annat artisten Jonas Warnerbring.

## Betydelse och i kulturen
Östen Warnerbring var banbrytande på så vis att han var en av de första svenska artisterna efter Edvard Persson att spela in skivor på skånska, som var den dialekt som Östen talade. Att spela in skivor med dialekt hade tidigare inte varit populärt i landet, då sånger normalt skulle sjungas på rikssvenska.
Han har även gett namn åt ett av Skånetrafikens Pågatåg.

## Diskografi i urval
- 1965 – En gång i livet
- 1966 – En röd blomma till en blond flicka
- 1967 – Östen sjunger Edvard Persson
- 1969 – Du gör livet till en sång
- 1970 – Östen, Ernst-Hugo & Cornelis på börsen
- 1970 – Det blåser en vind (samlings-LP)
- 1971 – Tio låtar och en soffa
- 1972 – Sån e du – sån e jag
- 1973 – Skåne
- 1974 – Något om…
- 1976 – Östen Warnerbring
- 1977 – Östens smörrebröd
- 1978 – Jag bor vid ett rastställe
- 1978 – Jonglören
- 1979 - Med Ida-Carin vill jag dansa
- 1980 – Glenn Miller har störtat!
- 1984 – Närmare
- 1986 – Att stå på en scen
- 1991 – Om himlen och Österlen
- 1998 – Östens bästa (samlings-cd)
- 2001 – Musik vi minns (samlings-cd)
- 2003 – Piraten, Bombi Bitt och jag